# Blocco numeri

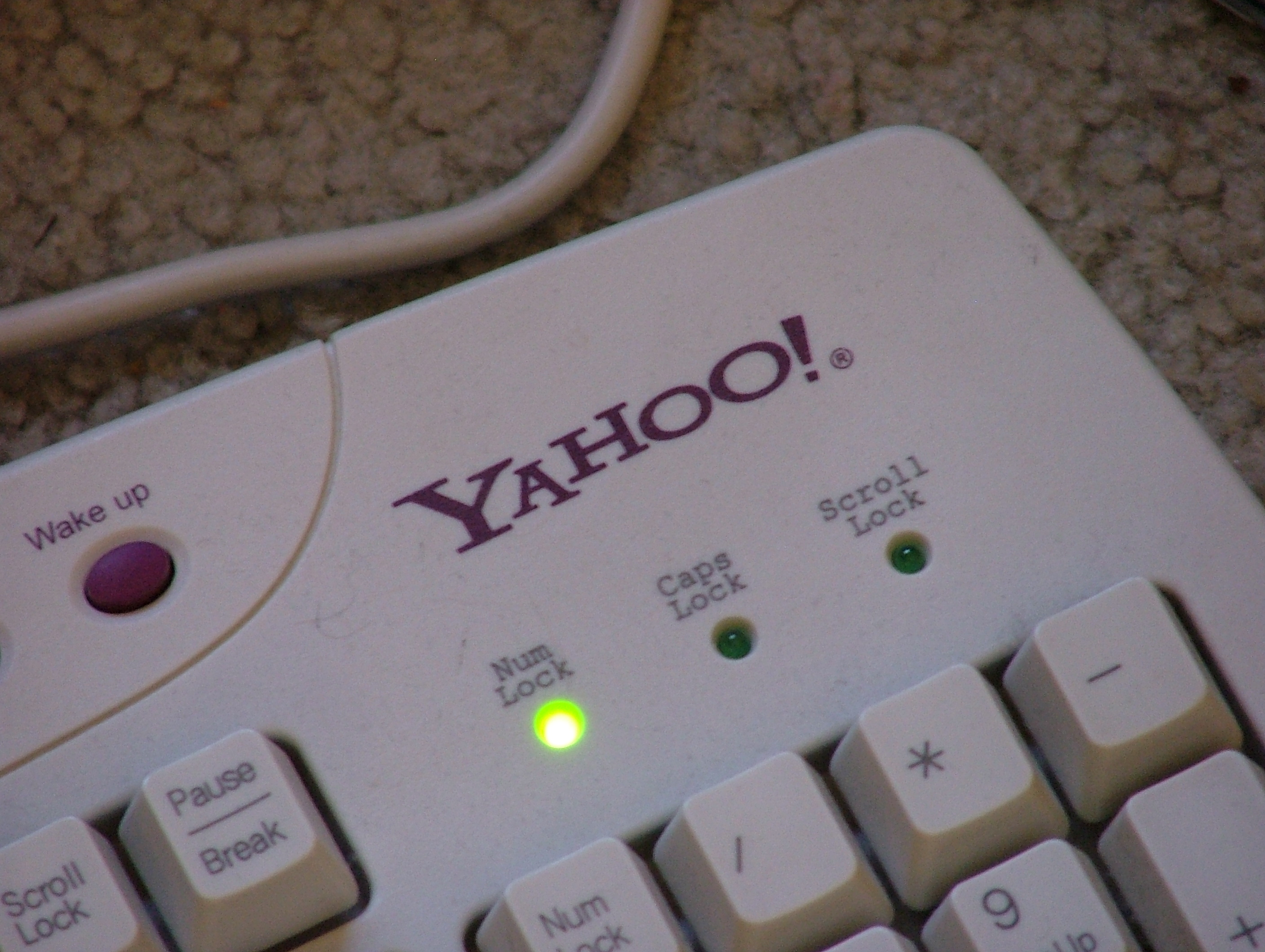
Una tastiera con il tasto Blocco numeri (qui Num Lock per via della lingua usata) attivato.

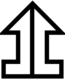
Pittogramma ISO/IEC 9995

Il tasto Blocco numeri, abbreviato con Bloc Num o Num Lock in inglese, è un tasto presente sulle tastiere dei computer. È un tasto di modifica dello stato come il Blocco maiuscole ed il Blocco scorrimento e, come essi, la disattivazione del suo stato viene indicata in genere da una spia luminosa (solitamente un LED).
Il tasto Blocco numeri esiste perché le tastiere dei primi PC XT non avevano i tasti freccia separati ma erano integrati con i tasti del tastierino numerico: il tasto "Num Lock" permetteva all'utente di scegliere fra le 2 funzioni offerte da quei tasti.
Su alcuni notebook odierni il tasto Blocco numeri serve per poter commutare una parte della tastiera in un tastierino numerico.